# 鹿児島駅
鹿児島駅（かごしまえき）は、鹿児島県鹿児島市浜町にある、九州旅客鉄道（JR九州）の駅である。事務管コードは▲940126。
なお本項では、駅前にある鹿児島市交通局（鹿児島市電）の鹿児島駅前停留場についても記述する。

## 概要
鹿児島本線と日豊本線の正式な終点である。歴史的に当駅の開業が早かったこともあり、「鹿児島駅」を名乗っている。しかし、列車の運行上では鹿児島本線側に1駅隣の鹿児島中央駅が両線の事実上の終点の機能を果たしており、当駅の地位は鹿児島中央駅が西鹿児島駅を名乗っていた時代から相対的に低い。大型時刻表巻頭路線図の都道府県庁所在地代表駅についても、『JR時刻表』（交通新聞社） 、『JTB時刻表』（JTBパブリッシング）とも鹿児島中央駅が選定されている。
当駅と鹿児島中央駅は混同されやすいため、地元では鹿児島中央駅を「中央駅」と呼ぶことで混同を避けている。

### 乗り入れ路線

#### 鹿児島駅
鹿児島本線、日豊本線の2路線が乗り入れており、いずれも当駅を終点としている。このため、当駅から出る線路は(既に廃止された貨物線を除き)上り線だけである。ただし、当駅を境として列車番号を変えず、当駅をまたいで直通する列車が多い。このため、当駅 - 鹿児島中央駅間では、線路としての上下と列車としての上下が逆になる列車が多数ある。構内には鹿児島本線と日豊本線のキロポストが両方存在する。営業キロ上は、駅の南側に隣接する日本貨物鉄道（JR貨物）の鹿児島貨物ターミナル駅と同一地点にある。なお当駅の所属線は鹿児島本線である。

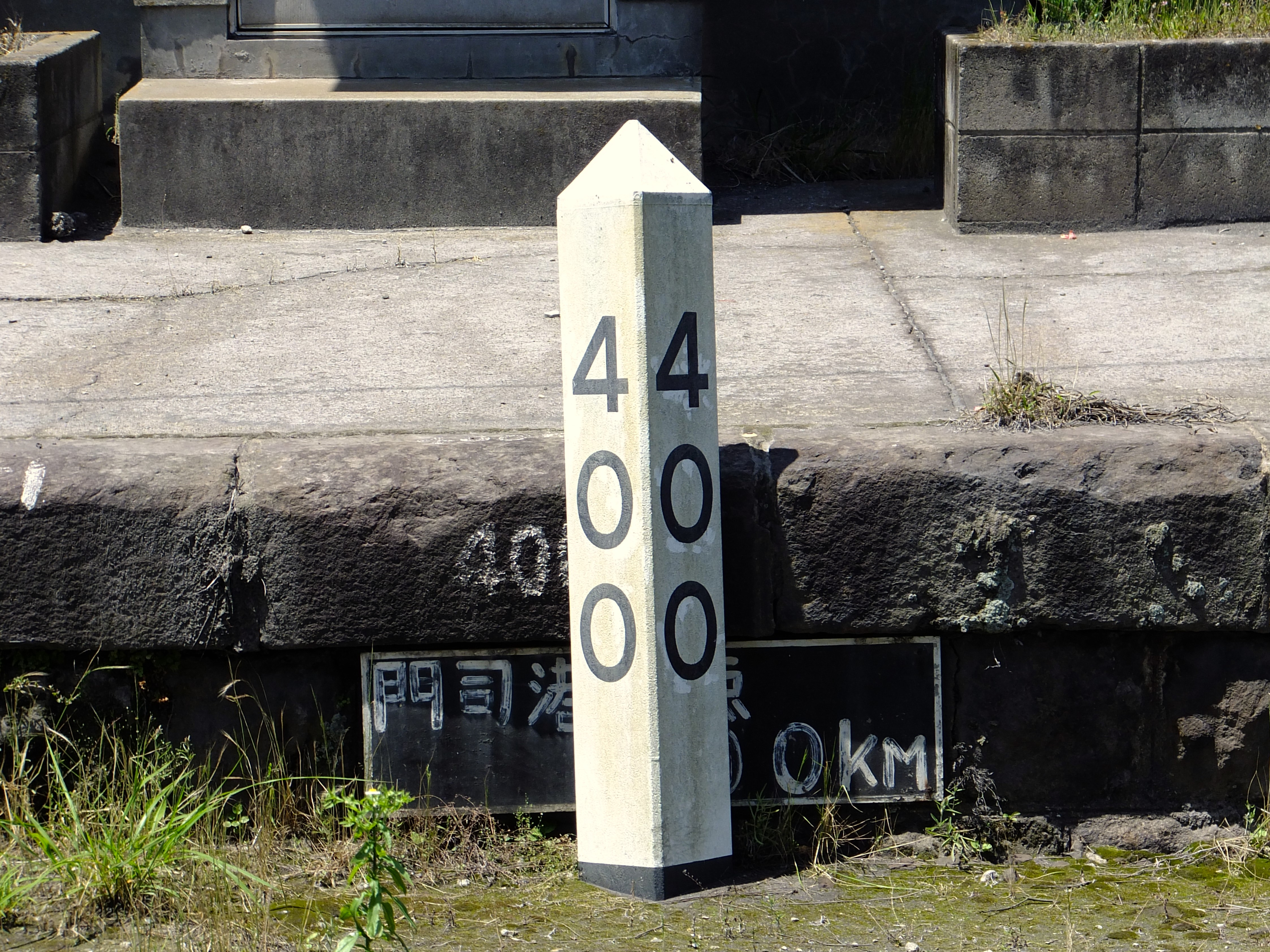
現在も残る門司港起点の400キロポスト（2013年5月5日）

上記でも述べたように、鹿児島本線、日豊本線は、運行上では鹿児島中央駅を終点としている。鹿児島本線の列車は多くが鹿児島中央駅で折り返すため当駅まで乗り入れるものは少なく、逆に日豊本線は全列車が鹿児島中央駅まで乗り入れるため、当駅は日豊本線の中間駅としての位置付けが強くなっている。このため、正午から夕方まで鹿児島中央駅に向かう普通列車は、市街地間を結ぶにもかかわらず1時間以上発車間隔が空いている便が複数ある。このほか、鹿児島中央駅を起点とする指宿枕崎線の一部列車が、当駅まで乗り入れている。

### 鹿児島駅前停留場
第一期線の終点であるが、運行上は他の路線に直通し、1系統・2系統それぞれの起点となっている。

## 歴史

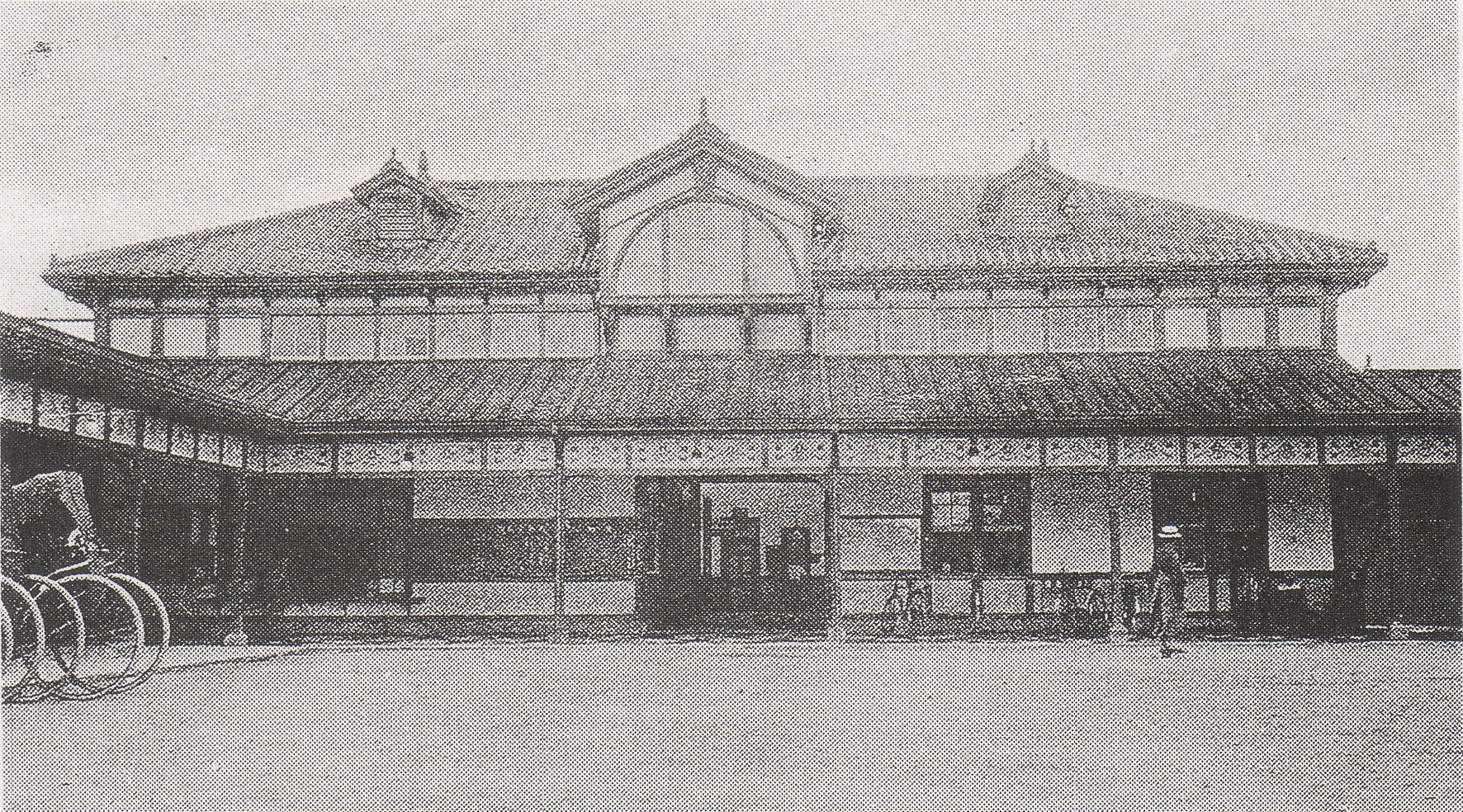
1913年（大正2年）頃、改築された当時の鹿児島駅

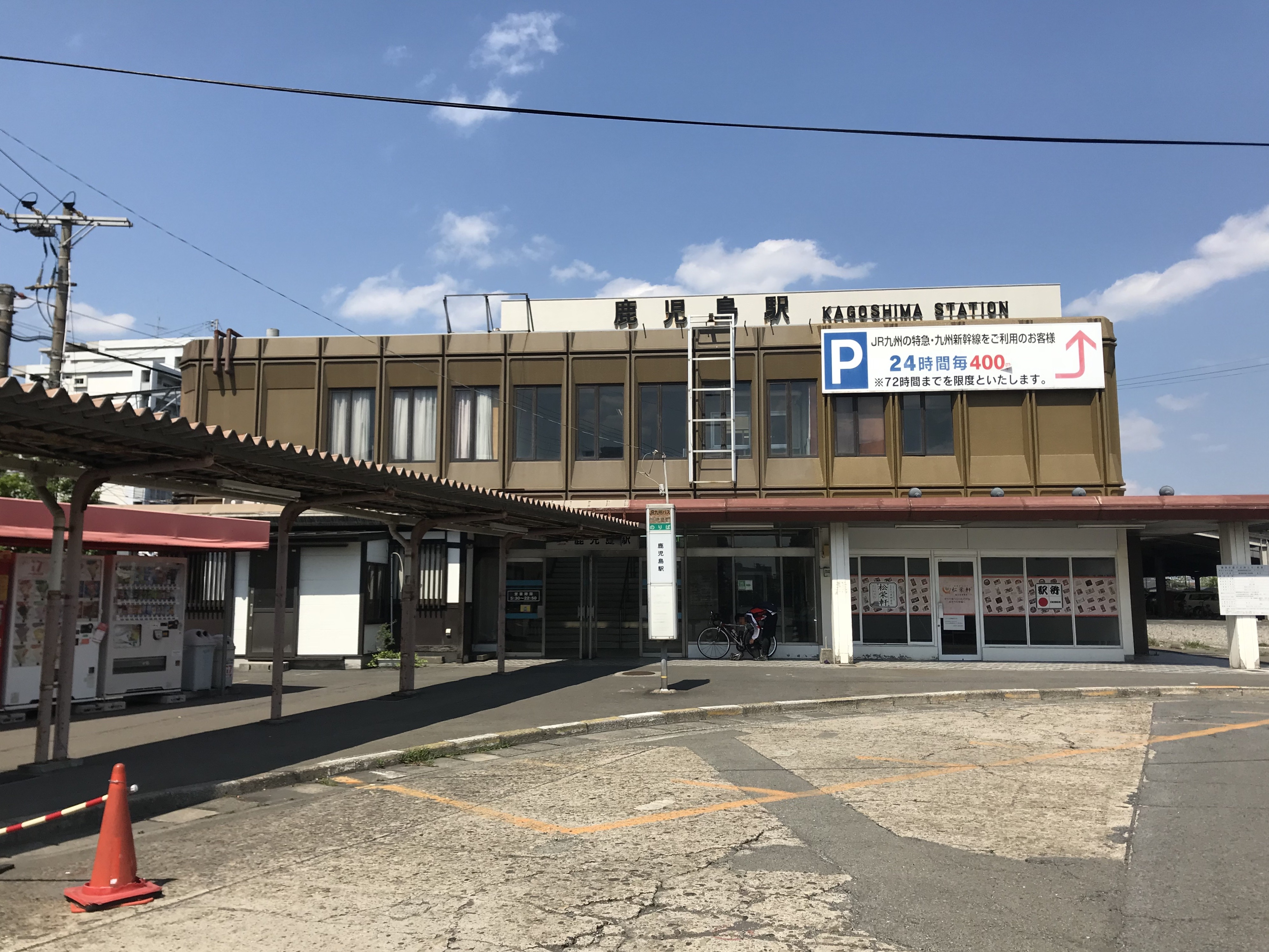
1976年（昭和51年）9月から2018年（平成30年）10月まで使用された4代目駅舎

鹿児島へ至る鉄道は八代から海岸線経由と山間部経由のルートが検討され、海岸の鉄道は戦時に敵の攻撃に弱いという軍部の主張から山間部経由が先に建設された。このことから人吉・吉松を経由する肥薩線のルートで鹿児島への鉄道を建設することになり、その鹿児島側からの建設区間としてまず鹿児島 - 国分（後に改称して隼人駅となる）間が1901年（明治34年）6月10日に開業、その際鹿児島駅は鹿児島市の市街地の中でも最北部に設置された。その後、1909年（明治42年）11月21日に矢岳第一トンネルを越える区間が完成して鹿児島が全国鉄道網と結ばれた。
その後、海岸線経由の鉄道も建設が進められ、鹿児島本線も終点駅の鹿児島駅からさらに南に延伸し、武駅（後に西鹿児島駅を経て現在の鹿児島中央駅となる）が1913年（大正2年）10月11日に開業した。海岸線経由の鉄道が武駅に到達すると、こちらが鹿児島本線となり従来の人吉・吉松経由の路線が肥薩線となった。
第二次世界大戦後、鹿児島市の市街地整備が進展すると次第に南側へ発展していくようになり、鹿児島駅の地位は相対的に低下して西鹿児島駅が発展するようになった。運転上の拠点だった鹿児島機関区は鹿児島駅の脇に設置されていたが、鹿児島工場（後の鹿児島車両所）や鹿児島運転所などその他の運輸関係機関は西鹿児島駅のそばに建設された。西鹿児島駅へ鹿児島の中心駅としての地位を移転させる提案は地元の強い反対を受け、名前のみは当駅が鹿児島と名乗り続けているが、長距離列車の始終着駅は1971年（昭和46年）から西鹿児島駅へ移転（鹿児島本線経由列車は区間短縮、日豊本線経由列車は区間延長）し、2004年（平成16年）九州新幹線の開通に際して西鹿児島駅が鹿児島中央駅に改名し、新幹線の終着駅となったのちは名実ともに鹿児島中央駅が鹿児島市の中心駅となっている。
1976年（昭和51年）から使用されてきた4代目駅舎は2018年（平成30年）10月19日で営業を終了し、翌20日から仮駅舎で営業を始めた。2019年秋に新駅舎が完成する予定であったが、資材の調達遅れにより完成が遅れ、翌2020年（令和2年）2月15日に使用開始となった。

### 年表
- 1901年（明治34年）6月10日：鹿児島線として国分（現在の隼人） - 鹿児島間が開通したのに伴い、国有鉄道（鉄道作業局）の駅として開業。
- 1913年（大正2年）10月11日：川内線として鹿児島 - 武（後に西鹿児島を経て鹿児島中央となる） - 東市来間開通[2]。この頃、鹿児島駅が改築されて2代目駅舎となる。
- 1914年（大正3年）12月20日：鹿児島電気軌道により停車場前停留場が開業。
- 1928年（昭和3年）7月1日：鹿児島駅前停留場が鹿児島市電気局に移管。
- 1932年（昭和7年）12月6日：肥薩線から鹿児島本線・日豊本線に所属線を変更[2]。
- 1933年（昭和8年）1月26日：鹿児島市電の停留場管轄が鹿児島市交通課に移管。
- 1945年（昭和20年）
  - 6月17日：鹿児島大空襲被災により駅構内全滅[6]。
  - 11月：木造駅舎を新築[7]。
- 1950年（昭和25年）10月：駅舎増築[7]。
- 1952年（昭和27年）10月1日：鹿児島市電の停留場管轄が鹿児島市交通局に移管。
- 1953年（昭和28年）5月1日：鹿児島港駅までの貨物線が開通[8]。
- 1971年（昭和46年）：西鹿児島駅へ中心駅の機能が移転する[6]。
- 1976年（昭和51年）9月：4代目駅舎完工[7]。
- 1984年（昭和59年）2月1日：鹿児島港駅までの貨物線が廃止[8]。
- 1986年（昭和61年）11月1日：荷物の取扱を廃止[2]。
- 1987年（昭和62年）4月1日：国鉄分割民営化に伴い、九州旅客鉄道（JR九州）と日本貨物鉄道（JR貨物）の駅となる[2]。
- 1991年（平成3年）4月11日：鹿児島駅前停留場の上屋竣工式。
- 2004年（平成16年）3月13日：JR貨物の鹿児島駅が鹿児島貨物ターミナル駅に改称[9]。
- 2012年（平成24年）12月1日：ICカード「SUGOCA」の利用が可能となる[10]。
- 2018年（平成30年）
  - 10月19日：4代目駅舎営業終了[3]。
  - 10月20日：始発より現駅舎横に仮設された仮駅舎にて営業開始[3]。同時に4代目駅舎の解体作業開始。
- 2020年（令和2年）
  - 2月1日：停留場建替工事開始のため、鹿児島市電の鹿児島駅前 - 桜島桟橋通間が運休となる[11]。
  - 2月15日：5代目駅舎使用開始[4][5]。
- 2021年（令和3年）
  - 3月19日：南北自由通路の供用開始[12][13]。
  - 3月27日：停留場建替工事終了のため、鹿児島市電の鹿児島駅前 - 桜島桟橋通間が運行を再開[11][14][15]。

## 駅構造

### JR九州
島式ホーム2面4線を持つ地上駅。橋上駅舎であり、コンコースは2階に存在する。5代目駅舎に改築された際にバリアフリー仕様となり、駅入り口と改札階コンコース、改札内通路と各ホームをつなぐエレベーターが設置された。
かつては3面5線の構造だったが、現在は駅本屋側から4線が使用されている。旧2番線を1番線（1番のりば）に改め、鹿児島中央方面への主本線として使用している。旧3番線は2番線としてホームの無い中線となっており、鹿児島貨物ターミナル駅の貨物列車の着発線専用として使用している。旧4番線は3番線（2番のりば）として使用され、上下線どちらの折り返しにも対応しており、旧5番線であった4番線（3番のりば）は国分方面への主本線となっている。旧1番線は国分方からの機回し線を備えた終端ホームであったが、現在は機回し線も撤去され、現在の1番線ホーム脇の旧1番線のあった箇所は駐車場となっている。山側の旧5番線も線路が撤去され、廃止となっているがホーム跡は残り、元本屋との跨線橋階段部分が残骸として残っている。4代目駅舎時代までは1番のりばホーム竜ケ水寄りの軒下に「桜島観光最寄り駅」の看板が掲げられていた。
5代目駅舎への改築工事の過程で旧5番線ホームと跨線橋は撤去された。新たにできたスペースには新設される自由通路への階段、バス停留所などが整備された。
また2021年10月頃には中線である2番線が供用停止され、翌年3月頃に線路、枕木が撤去された。これに伴い、3番線(2番のりば)は2番線に、4番線(3番のりば)は3番線へと改称された。
当駅周辺の連続立体交差事業が検討されていたが、財政難を理由に鹿児島県は凍結の方針を打ち出している。
直営駅で、みどりの窓口が設置されている。
IC乗車カード「SUGOCA」の利用が可能であるが（相互利用可能ICカードはSUGOCAの項を参照）、自動改札機は簡易SUGOCA改札機のみが設置されており（導入していた時から簡易機を使用、谷山駅のように駅舎が新しくなっても自動改札機にはなっていない）、磁気乗車券、磁気定期券などは駅員が改札を行う。SUGOCAはみどりの窓口や自動券売機（無記名式のみ）で購入できる。
タッチパネル式の自動券売機が2台設置（1台がICカード対応、1台が非対応）、改札内にはICカードチャージ機が設置されている。
太平洋戦争末期1945年（昭和20年）7月27日の鹿児島空襲の際に、超満員の乗客を乗せ停車中の列車3本に米空軍ロッキード爆撃機から投下された大型1トン爆弾数発が直撃命中し、公式には乗客職員死者420名以上重軽傷者650名以上とされている。旧5番線ホームに犠牲者を悼む慰霊碑が建立されていたが、2020年の駅舎・駅構内の改良工事に伴い、現在の1番線ホームの宮崎寄りのホーム端に移設されている。

#### のりば
| のりば | 路線        | 行先                             | 備考                                       |
| ------ | ----------- | -------------------------------- | ------------------------------------------ |
| 1      | ■鹿児島本線 | 鹿児島中央・川内方面             | 日豊本線からの直通列車                     |
| 2      | ■鹿児島本線 | 鹿児島中央・川内方面             | 当駅折り返し列車、特急「きりしま」3 - 17号 |
| 2      | ■指宿枕崎線 | 鹿児島中央・喜入・指宿・山川方面 |                                            |
| 3      | ■日豊本線   | 隼人・都城・南宮崎・宮崎方面     |                                            |

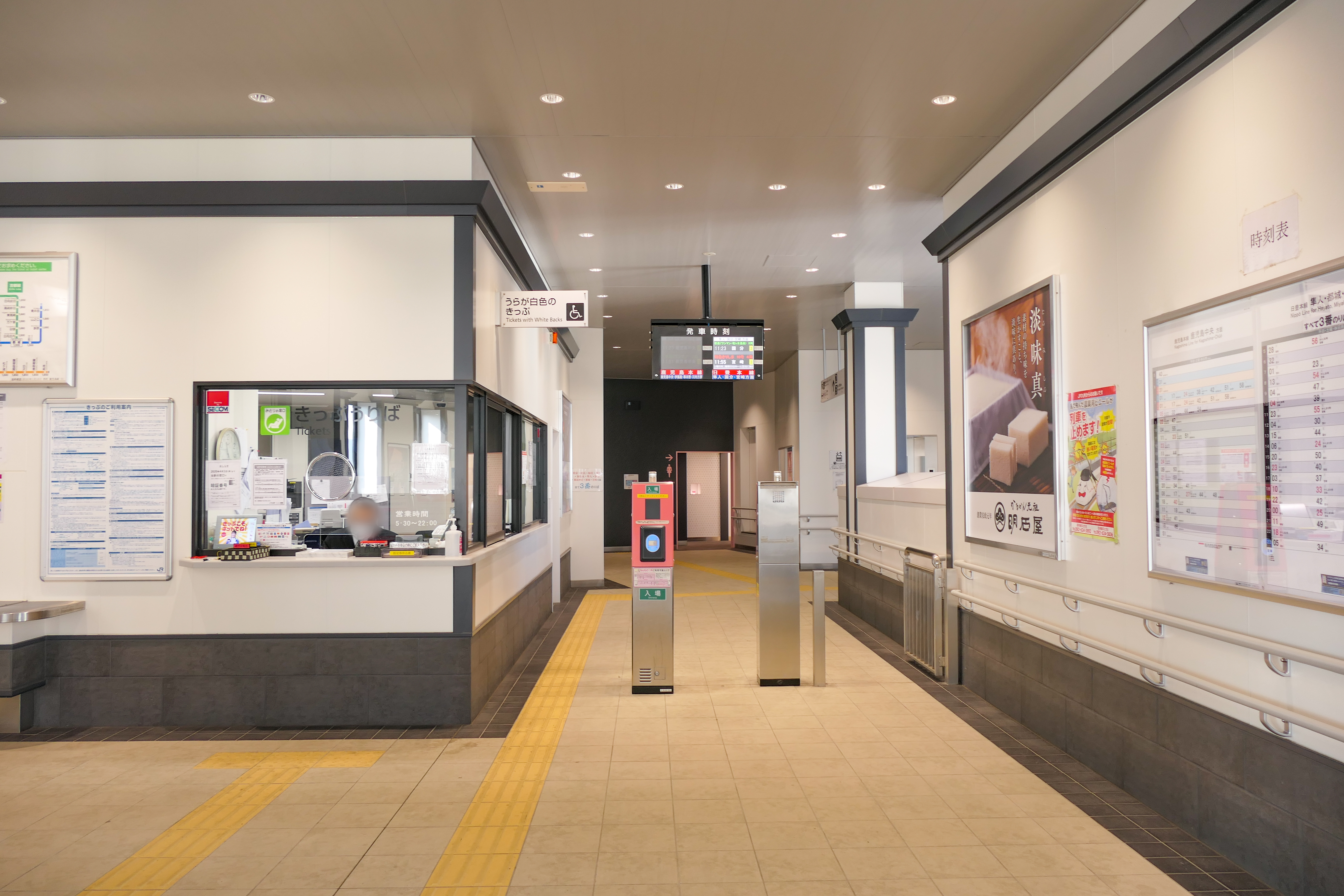
改札口（2022年1月）
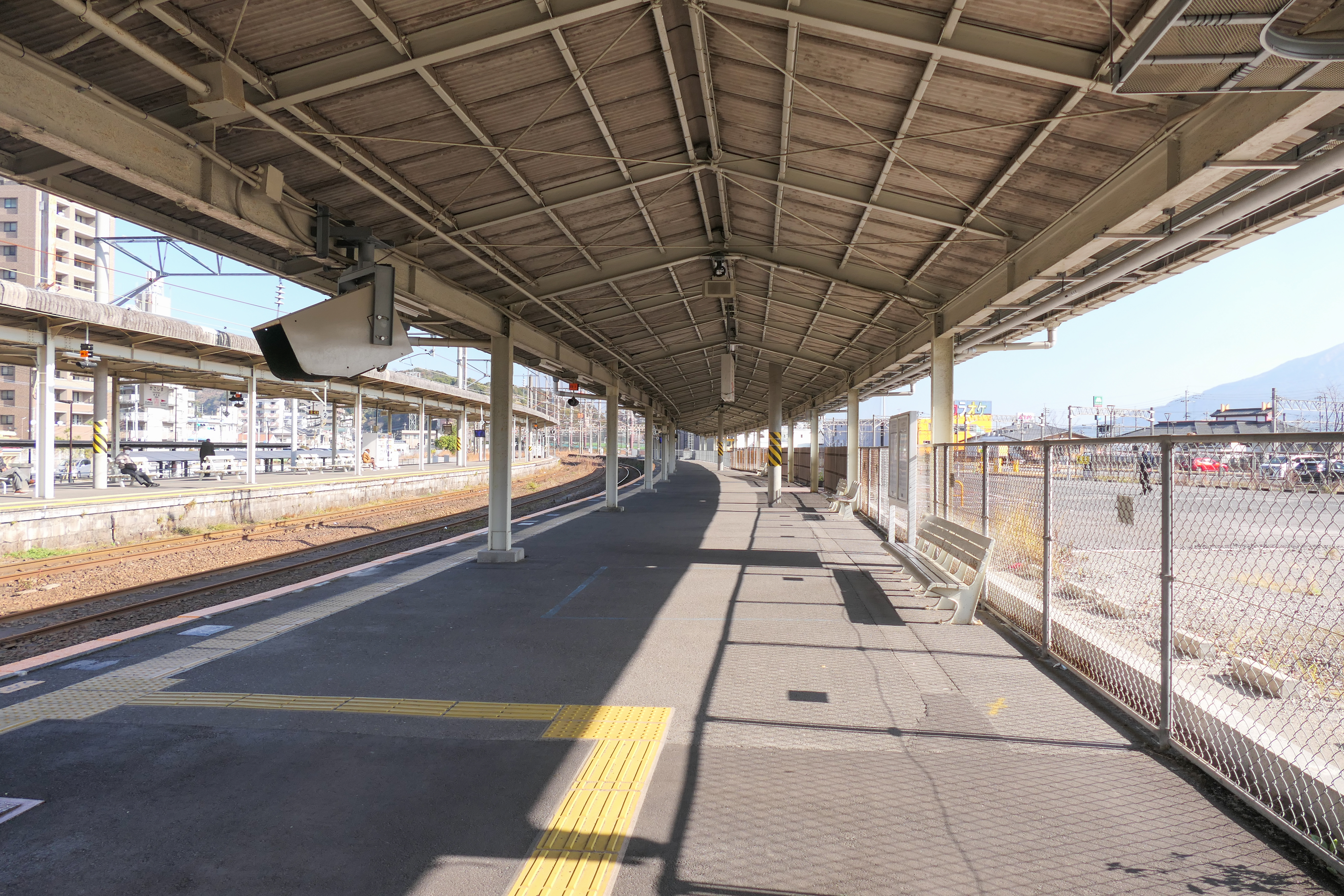
1番のりば（2022年1月）
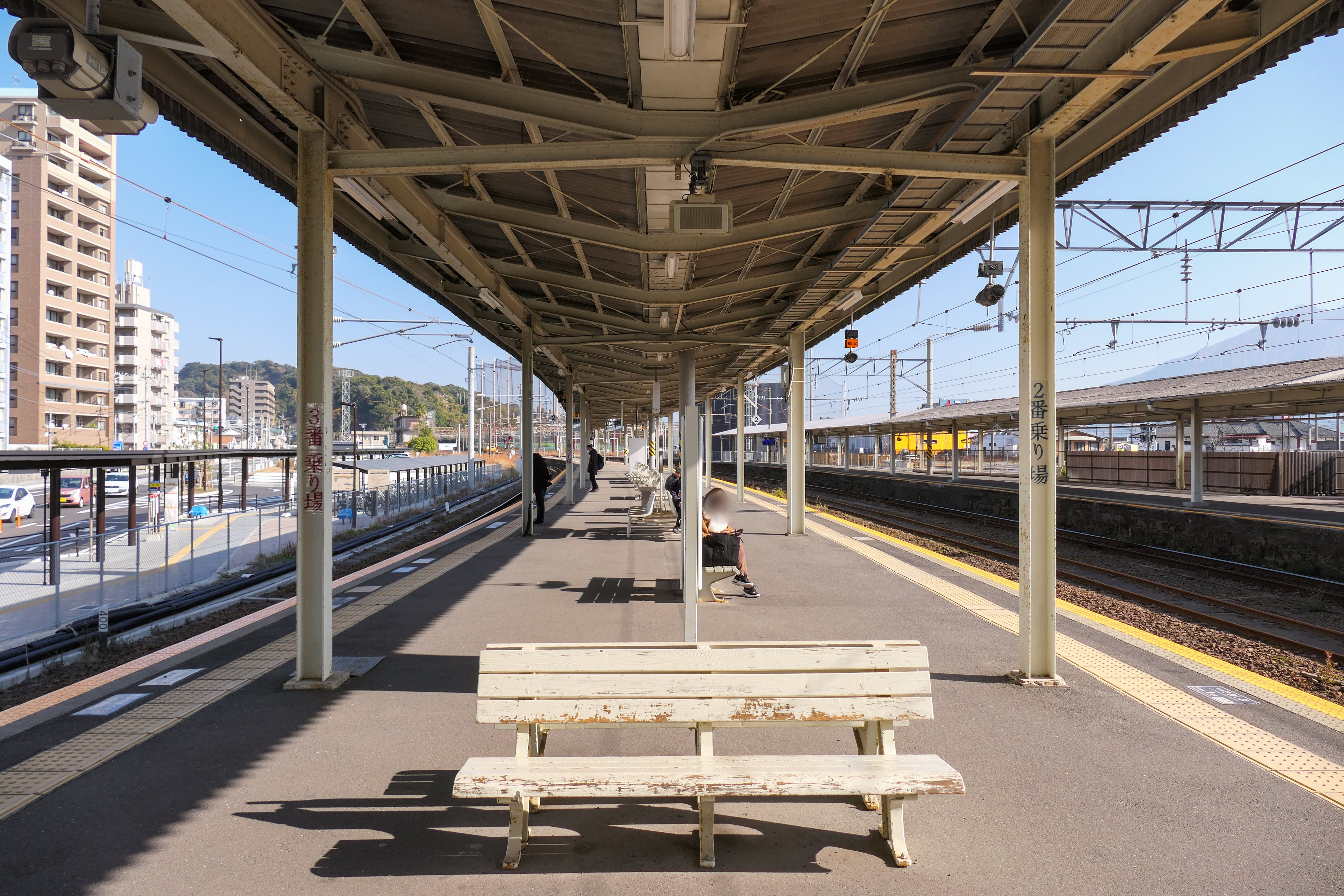
2・3番のりば（2022年1月）

### 鹿児島市交通局
3面3線の櫛形ホームをもつ地上駅。鹿児島駅を出てすぐ右に位置するが屋根等での連絡はない。リニューアル前の停留場は1991年に完成したものであり、以前は3面2線の屋根無しの駅舎だった。また、設置当初の駅名は停車場前だった。
電車到着ベル・発車アナウンスがある。両のりばとも車椅子の使用は可。ただし、電動車椅子はホーム幅が規定に足りないため不可。また、無人駅である。
2020年2月1日から翌年3月26日までの間は駅舎改築工事のため当停留場は供用停止となっており、1つ手前の桜島桟橋通停留場から発着していたが、2021年3月27日の始発列車から利用が再開された。リニューアルによりホームが従来より拡幅されたほか、発車標も新設されている。

#### のりば（鹿児島市交通局）
2つの系統が利用するが、系統によってホームは分かれていない。なお、原則として1系統で到着した車両は2系統として、2系統で到着した車両は1系統として発車する。
- 1系統 - 天文館、騎射場、郡元、南鹿児島駅、谷山方面
- 2系統（1991年より） - 天文館、鹿児島中央駅、神田（交通局前）、工学部前、郡元方面

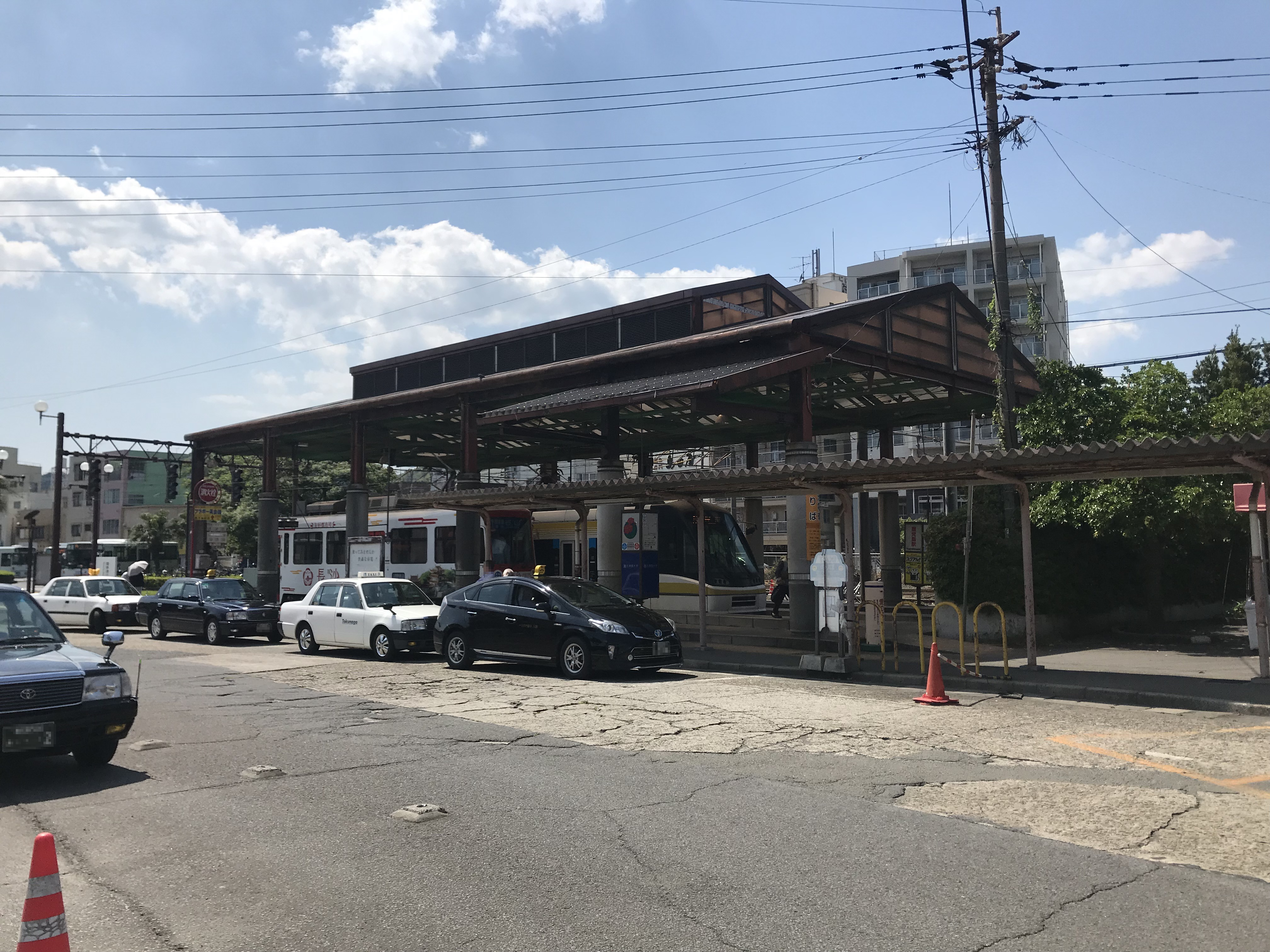
リニューアル前の停留場外観（2018年5月）
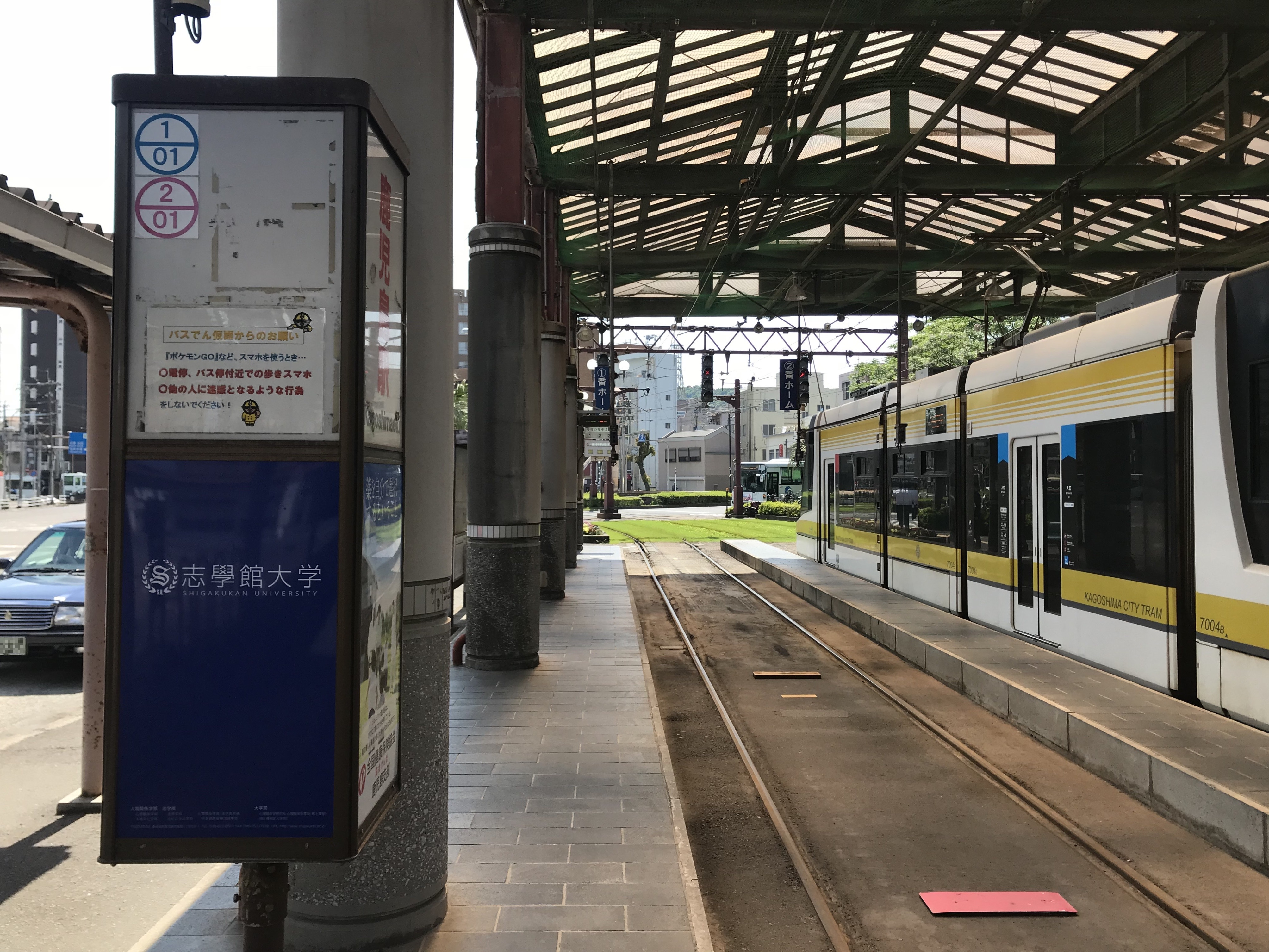
リニューアル前のホーム（2018年5月）

## 利用状況
九州旅客鉄道
2023年度の1日平均乗車人員は1,679人である。鹿児島県内では上伊集院駅に次いで第6位。
| 年度 | 1日平均 乗車人員 | 1日平均 乗降人員 |
| ---- | ---------------- | ---------------- |
| 2000 | 1,967            |                  |
| 2001 | 2,008            |                  |
| 2002 | 2,016            |                  |
| 2003 | 2,000            |                  |
| 2004 | 1,869            |                  |
| 2005 | 1,792            |                  |
| 2006 | 1,723            |                  |
| 2007 | 1,658            | 3,355            |
| 2008 | 1,663            | 3,356            |
| 2009 | 1,654            | 3,339            |
| 2010 | 1,654            | 3,345            |
| 2011 | 1,661            | 3,352            |
| 2012 | 1,646            | 3,326            |
| 2013 | 1,660            | 3,358            |
| 2014 | 1,628            | 3,297            |
| 2015 | 1,594            | 3,249            |
| 2016 | 1,571            |                  |
| 2017 | 1,594            |                  |
| 2018 | 1,597            |                  |
| 2019 | 1,600            |                  |
| 2020 | 1,330            |                  |
| 2021 | 1,392            |                  |
| 2022 | 1,491            |                  |
| 2023 | 1,679            |                  |

鹿児島市交通局
| 年度   | 1日平均 乗降人員 |
| ------ | ---------------- |
| 2011年 | 1,492            |
| 2012年 | 1,506            |
| 2013年 | 1,526            |
| 2014年 | 1,525            |
| 2015年 | 1,527            |
| 2016年 | 1,519            |
| 2017年 | 1,197            |
| 2018年 | 1,130            |
| 2019年 | 978              |

## 再開発
鹿児島市では「鹿児島駅周辺都市拠点総合整備事業」を2003年に設立、JR九州との共同で鹿児島駅と周辺一体の再開発を進めている。主な事業内容として、
- 駅周辺の連続立体交差化
- 駅東側の未利用地の整備と駅前を結ぶ道路の新設
- ホームを挟んだ西側に新たに｢西側駅前広場｣の新設
- 東西自由通路の新設
- 鹿児島駅前停留場と一体的な開発を含めた駅舎の建設

などが盛り込まれたが、連続立体交差化は財政難を理由に凍結。現在、駅東側の未利用地の整備のみ着工している。その他については、2016年8月までには基本設計を取りまとめる予定である。

## 駅周辺

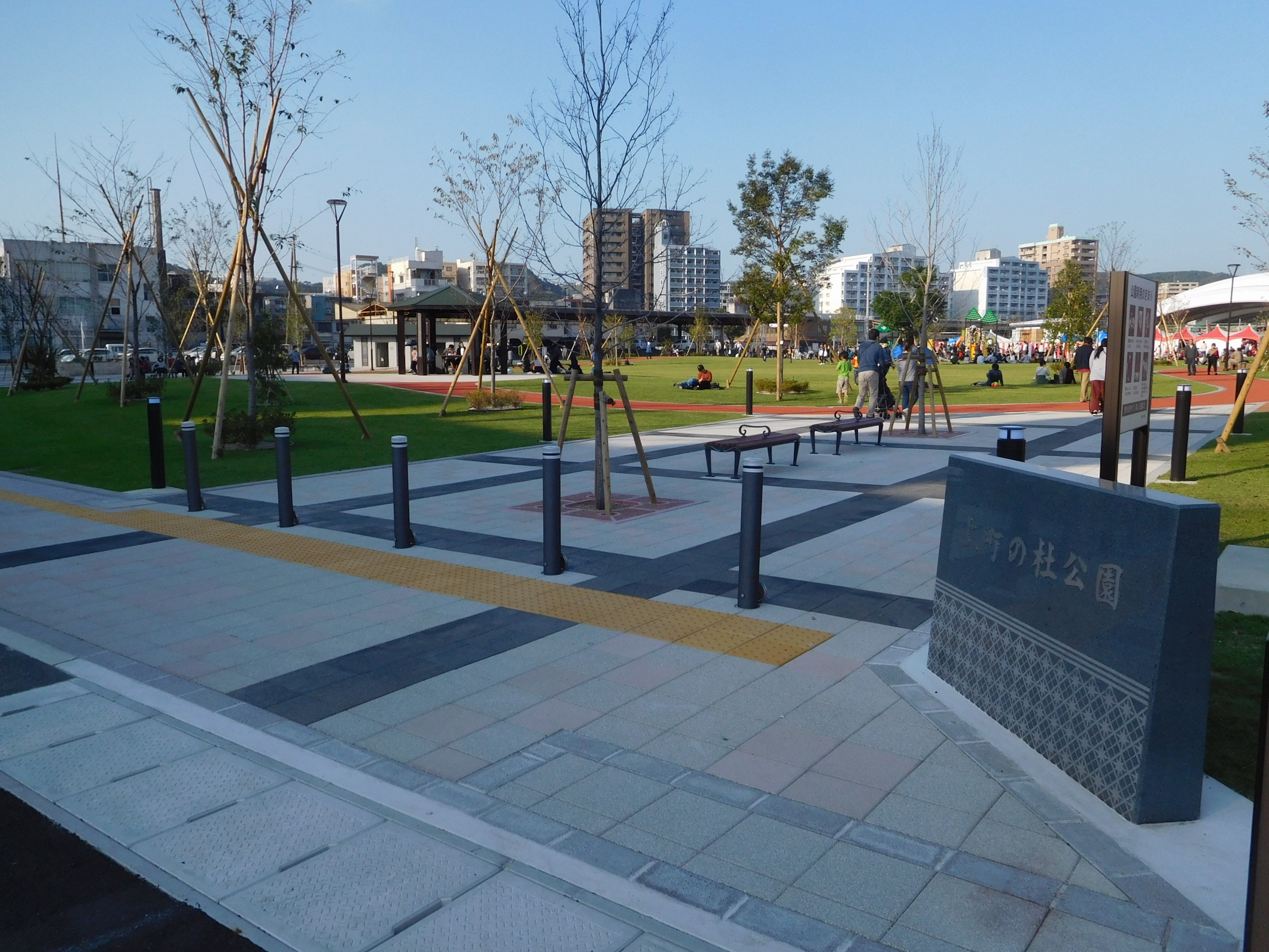
鹿児島駅の東に隣接する上町の社公園（かんまちあ）。鹿児島駅周辺都市拠点総合整備事業により整備され、2016年10月に供用開始された。

もともと鹿児島城の城下町の中でも最北部に位置する一帯として上町（かんまち）と称されている地区に位置している。古くから鹿児島港近傍の地区として発展してきたが、鉄道が開通し鹿児島機関区も設置されると鹿児島における鉄道の拠点ともなり、陸海の交通の接続する地点となって繁栄した。運輸・倉庫業や卸売・商工業など各種の産業が栄えていた。また鹿児島県庁や鹿児島市役所も近くにあり、こうした機関への用務客も訪れた。しかし、鹿児島市における鉄道の拠点の役割は1971年（昭和46年）に西鹿児島駅（後の鹿児島中央駅）へと移転し、こうした繁栄は失われていった。鹿児島港も再開発により南部へ機能を移し、運輸・倉庫関連の産業も移転した。さらに1996年（平成8年）11月に鹿児島県庁が鴨池新町へと移転したことから、利用客も大きく減少している。鹿児島駅周辺地区は人口も減少しており、鹿児島市内でも高齢化率が高い地域となっている。
しかし、かつての賑わいを取り戻すために駅近くに大規模な公園（他にも様々な施設を含む）が作られており、鹿児島の中でも今後の再開発によってどのように生まれ変わるか地元住民からも期待されている。
- 日本通運鹿児島支店
- 鹿児島貨物ターミナル駅
- 鹿児島港 - うち桜島フェリーターミナルは至近。
- 国土交通省鹿児島国道事務所
- 鹿児島市立長田中学校
- 鹿児島市立大龍小学校
- 鹿児島市立鹿児島玉龍中学校・高等学校
- 県民交流センター・県政記念館（旧・鹿児島県庁跡地）
- 鹿児島地方裁判所
- 鹿児島地方検察庁
- 農林水産省鹿児島農政事務所
- 鹿児島県合同庁舎
- 九州電気システム鹿児島支店
- 樹心寺
- 鹿児島駅前公園
- 恵美須公園
- 上本町公園
- 南洲神社・南洲墓地・西郷南洲顕彰館
- 石橋記念館・祇園之洲公園・多賀山公園
- 重富荘（旧島津家別邸）
- 観光ビル
- 竪馬場通商店街
- 小川町商店街
- 滑川朝市
- 鹿駅本通り商店街
- 易居町本通り商店街
- ホテルリブマックス鹿児島
- 国立病院機構鹿児島医療センター
- 鹿児島共済会南風病院
- いおワールドかごしま水族館
- NHK鹿児島放送局（2006年10月30日移転）
- ウォーターフロントパーク（鹿児島本港中央緑地）
- 赤星パーキングビル
- 鹿児島市消防局・健康福祉プラザ
- みなと大通り公園
- 鹿児島市役所
- 十島村役場
- 三島村役場
- 今給黎総合病院
- タイヨー 大竜店
  - セリア タイヨー大竜店
- 南日本銀行 上町支店

## バス路線
鹿児島交通と鹿児島市営バス、南国交通、JR九州バス（北薩線）が発着する。
| 運行事業者       | 系統・行先 |
| 鹿児島駅前停留所 | 鹿児島駅前停留所 |
| ---------------- | --- |
| 鹿児島交通       | 1：平川星和台 2：水族館前 / 動物園 4：イオン鹿児島 / 慈眼寺団地 6-3：慈眼寺団地 11：イオン鹿児島 17：桜ヶ丘東口 19：桜ヶ丘5丁目 23：鴨池港 50・51：上川内 / 串木野 55-1：スパランドららら 56：岳 57：岳 / 串木野 60：丸岡 61-1：健康の森公園 61-1：都市農業センター 62：花野団地（皆房車庫） 63：花野団地（皆房車庫）/ 皆与志小学校 / 丸岡 / 大久保 / 花野三文字 / 南埠頭 65-1：伊敷ニュータウン 66-1：姶良ニュータウン 67-1：自動車試験場前 68-1・69-1：国分（重久車庫） 71：伊集院 72：塚田 |
| 南国交通         | N1：花棚 / 下花棚 / 吉田インター前 N1-2：宮之浦団地北 N1-3：本城 N1-4：イオンタウン姶良前 N1-5：教育センター前 N2・N46：旭ヶ丘中央 N3：吉野公園 N4：吉野ゴルフ場 N5：中別府団地 N10：蒲生 / 楠田 / 黒木三文字 N19：吉田インター前 / 宮之浦団地北 N32：玉龍高校前 |
| JR九州バス       | 54-1：宮之城 57・57-1・58・58-1：薩摩郡山 |
| 鹿児島駅停留所   | |
| 鹿児島交通       | 20・27：星ヶ峯ニュータウン 特23：鴨池港 25・28：皇徳寺ニュータウン 66-1・67-1・68-1・69-1：鹿児島中央駅 |
| 鹿児島市営バス   | 市12：三和町 |
| 南国交通         | N1・N1-2・N1-3・N1-4・N1-5・N2・N3・N4・N5・N10・N22・N27：鹿児島中央駅 N11：武岡ハイランド N12：武岡台高校 N13：北部清掃工場 N14：西郷団地（西陵七丁目） N15：大峯団地 N16：文化工芸村 / 鹿児島実業高校 N18：石谷（健生苑前） N19：鴨池港 N29：市立病院 N30：消防訓練センター前 N32：常盤 N46：明和 |

## 隣の駅
九州旅客鉄道（JR九州）
■日豊本線（当駅 - 鹿児島中央駅間は鹿児島本線）
- 特急「きりしま」「はやとの風」停車駅

■普通
重富駅 - 竜ケ水駅（※） - 仙巌園駅（※） - 鹿児島駅 - 鹿児島中央駅
（※）一部の列車は竜ケ水駅、仙巌園駅（下りのみ）を通過する。
■鹿児島本線
■普通
鹿児島中央駅 - 鹿児島駅（鹿児島貨物ターミナル駅）
鹿児島市交通局
鹿児島市電1系統・2系統
鹿児島駅前停車場 - 桜島桟橋通停留場